# Брэдли, Дуглас
Ду́глас Уи́льям Брэ́дли (англ. Douglas William Bradley; род. 7 сентября 1954, Ливерпуль, Великобритания), также известный как Даг Брэдли — английский актёр. Наиболее известен как исполнитель роли Пинхеда в серии фильмов ужасов «Восставший из ада».

## Роль Пинхеда
Брэдли — школьный друг Клайва Баркера, поэтому когда последний решил экранизировать свою новеллу, то пригласил на роль главного сенобита своего одноклассника. При этом если к части сиквелов фильма Баркер уже не имеет отношения, то Брэдли сыграл роль Пинхеда в восьми из десяти фильмов.
Брэдли — один из четырёх актёров, который сыграл одного и того же персонажа в восьми фильмах ужасов (другой — Роберт Инглунд, снявшийся в восьми фильмах про Фредди Крюгера, третий — Тобин Белл, наиболее известный ролью Джона Крамера, персонажа серии фильмов «Пила», четвёртый — Кристофер Ли, сыгравший роль графа Дракулы в серии фильмов Hammer Film Productions).
В двух фильмах («Восставший из ада 2» и «Восставший из ада 3») Брэдли сыграл и капитана Эллиота Спенсера (человека, который превратился в Пинхеда после манипуляций со шкатулкой Лемаршана).

## Фильмография
| Год  | Название на русском                   | Название на языке оригинала   | Роль                            |
| ---- | ------------------------------------- | ----------------------------- | ------------------------------- |
| 2022 | Тюрьма суперзлодеев                   | Corrective Measures           | сенатор Закерия                 |
| 2013 | Четвёртый рейх                        | The 4-th reich                | гауптштурмфюрер СС Гаст         |
| 2012 | Поворот не туда 5: Кровное родство    | Wrong Turn 5                  | Мейнард                         |
| 2008 | Коттедж                               | The Cottage                   | сельчанин с собакой             |
| 2008 | Книга крови                           | Book of Blood                 | Толлингтон                      |
| 2007 | Десять мертвецов                      | Ten Dead Men                  | Рассказчик                      |
| 2006 | Услуги преисподней стоят дорого       | Pumpkinhead: Ashes to Ashes   | Доктор Фрейзер                  |
| 2005 | Восставший из ада 8: Мир ада          | Hellraiser: Hellworld         | Пинхед                          |
| 2005 | Пророчество 4: Восстание              | The Prophecy: Uprising        | Лорель/Велиал                   |
| 2005 | Восставший из ада 7: Мертвее мёртвого | Hellraiser: Deader            | Пинхед                          |
| 2003 | Dominator: The Animated Movie         | Dominator: The Animated Movie | Доктор Пейн/Лорд Десекретор     |
| 2002 | Красные линии                         | Red Lines                     | Учитель                         |
| 2002 | Восставший из ада 6: Поиски ада       | Hellraiser: Hellseeker        | Пинхед                          |
| 2001 | На грани                              | On the Edge                   | Доктор Мэттьюз                  |
| 2000 | Восставший из ада 5: Инферно          | Hellraiser: Inferno           | Пинхед                          |
| 1999 | Идеальный муж                         | An Ideal Husband              | Брэкпул                         |
| 1996 | Восставший из ада 4: Кровное родство  | Hellraiser: Bloodline         | Пинхед                          |
| 1996 | Язык-убийца                           | La lengua asesina             | Виг                             |
| 1995 | Протей                                | Proteus                       | Леонард Брикстоун               |
| 1993 | Shepherd on the Rock                  | Shepherd on the Rock          | Джеймс Калзин                   |
| 1992 | Восставший из ада 3: Ад на земле      | Hellraiser III: Hell on Earth | Пинхед / капитан Эллиот Спенсер |
| 1990 | Ночной народ                          | Nightbreed                    | Дирк Лайлсберг                  |
| 1988 | Восставший из ада 2                   | Hellbound: Hellraiser II      | Пинхед / капитан Эллиот Спенсер |
| 1987 | Восставший из ада                     | Hellraiser                    | Пинхед                          |

## Озвучивание видеоигр
| Год  | Название                    | Роль                                       |
| ---- | --------------------------- | ------------------------------------------ |
| 2011 | Star Wars: The Old Republic | Вишейт, различные второстепенные персонажи |
| 2016 | Dead by Daylight            | Пинхед                                     |

## Музыкальная деятельность
Брэдли принял участие в записи нескольких песен известной метал-группы «Cradle of Filth», исполнив часть вокальных партий:
- Midian, 2000 год:
  - «Death Magick for Adepts»
  - «Her Ghost in the Fog»
  - «Tortured Soul Asylum»
- Nymphetamine, 2004 год:
  - «Satyriasis (Intro)»
  - «Swansong for a Raven»
- Thornography, 2006 год:
  - «Tonight In Flames»
  - «Rise of the Pentagram»
- Godspeed on the Devil's Thunder, 2008 год:
  - «In Grandeur and Frankincense Devilment Stirs»
  - «Shat Out of Hell»
  - «The Death of Love»
  - «The 13th Caesar»
  - «Tiffauges»
  - «Sweetest Maleficia»
  - «Honey and Sulphur»
  - «Midnight Shadows Crawl to Darken Counsel with Life»
  - «Darkness Incarnate»
  - «Ten Leagues Beneath Contempt»
  - «Godspeed on the Devil’s Thunder»
  - «Corpseflower»
- Existence Is Futile, 2021 год:
  - «Suffer Our Dominion»[1]
  - «Sisters of the Mist»

## Семья
В настоящее время Брэдли с женой Линн и двумя детьми — сыном и дочерью — живёт в Лондоне.